# Shawn Pyfrom
Shawn Pyfrom, född 16 augusti 1986 i Tampa, Florida, är en amerikansk skådespelare. Han är mest känd för sin roll som Andrew Van de Kamp i TV-serien Desperate Housewives. Han nominerades för ett  YoungStar Award för sin roll som Danny Bonaduce i filmen Den sanna historien om familjen Partridge.